# Confinamiento de Hubei de 2020
El cierre de Hubei y el confinamiento de su población fue una acción ordenada por el Gobierno de la República Popular China en un esfuerzo por contener la expansión de la pandemia de COVID-19 (una epidemia entonces, con Wuhan como principal foco). Comenzó el 23 de enero de 2020 y terminó el 8 de abril, cuando durante varios días seguidos apenas se detectaron casos de contagio local o muertes. Durante ese tiempo se puso en cuarentena a la población de Hubei, una de las veintidós provincias de China, mediante la implantación de importantes restricciones en el movimiento de personas y el cese de actividades no esenciales.
Las medidas de confinamiento inicialmente iban dirigidas a Wuhan, capital de Hubei y epicentro del brote epidémico, pero se ampliaron a otras ciudades y comunidades rurales de la provincia, lo que afectó a unos 56 millones de habitantes. La Organización Mundial de la Salud (OMS) dijo que esta era una acción «sin precedentes en la historia de la salud pública».

## Contexto
Wuhan que es la capital de la provincia de Hubei, China. Con una población de más de 11 millones de habitantes,  es la ciudad más grande de Hubei, la ciudad más poblada en China Central, la séptima ciudad más poblada en China, y una de las nueve Ciudades Centrales Nacionales de China. Wuhan está en el oriente de la llanura de Jianghan, en  la confluencia del río Yangtsé y su afluente más grande, el río Han. Es un importante centro de transporte, con docenas de vías férreas, carreteras y autopistas que pasan a través de la ciudad y la conectan a otras ciudades importantes. Debido a su función clave en el transporte local, Wuhan es conocida como la "Vía de paso de las Nueve Provincias'" (九省通衢) y a veces se la nombra como "la Chicago de China".

## Confinamiento

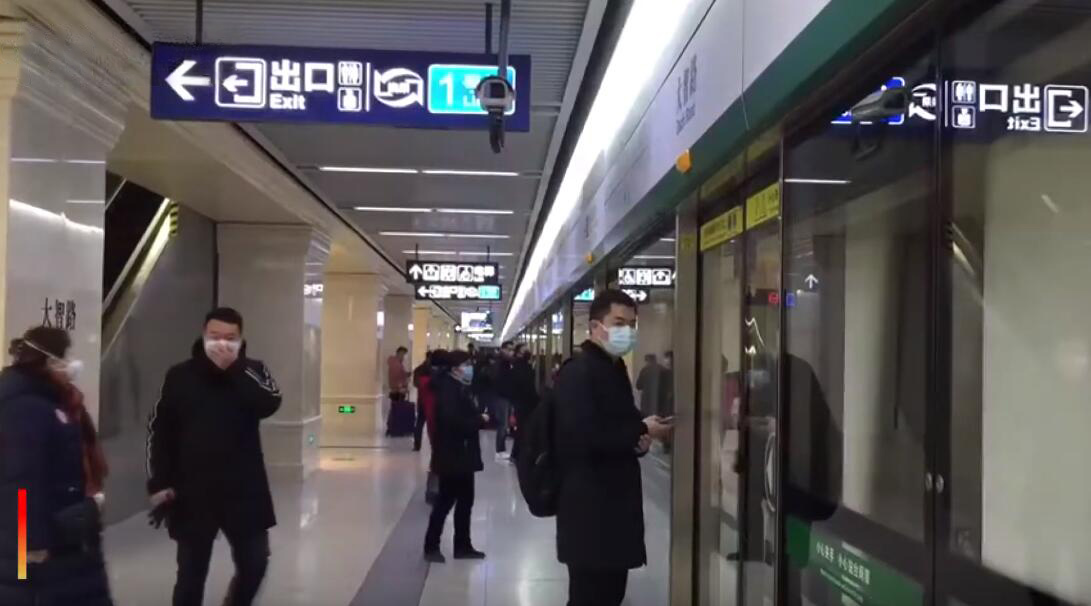
El último tren en el Metro de Wuhan antes del encierro

A mediados de diciembre de 2019, el gobierno chino reconoció que un grupo significativo de personas, muchas vinculadas al Mercado Mayorista de mariscos en Wuhan, estaban infectadas con neumonía sin causas claras. Posteriormente, los científicos chinos vincularon la neumonía con una nueva cepa de coronavirus que recibió la designación inicial de nuevo 2019-nCoV. Algunos de los primeros síntomas aparecieron el 10 de diciembre, y más tarde se descubrió que 24 casos tenían conexión con el mercado de mariscos.
El 10 de enero de 2020, se reportaron el primer caso de muerte y 41 contagios clínicamente confirmados causados por el nuevo coronavirus.
AL 22 de enero de 2020, el nuevo coronavirus se había extendido a varias provincias y ciudades importantes en China, con 571 casos confirmados y 17 muertes reportadas. También se reportaron casos confirmados en otras regiones y países, incluyendo Hong Kong, Macao, Taiwán, Tailandia, Japón, Corea del Sur y los Estados Unidos.
Según Li Lanjuan, profesora de la facultad de medicina de la Universidad de Zhejiang y miembro del equipo de expertos de alto nivel convocado por la Comisión Nacional de Salud, ella instó a cerrar Wuhan en varias ocasiones entre el 19 y el 22 de enero de 2020 como último recurso a fin de contener la epidemia.
A las 2 a. m. del 23 de enero, las autoridades emitieron un aviso informando a los residentes de Wuhan que a partir de las 10 a. m. se suspendería todo el transporte público, incluidos autobuses, trenes, vuelos y servicios de ferry. Se cerraron el Aeropuerto de Wuhan, la estación de ferrocarril de Wuhan y el metro de Wuhan. A los residentes de Wuhan tampoco se les permitió salir de la ciudad sin permiso de las autoridades. El aviso causó un éxodo de Wuhan. Se estima que unas 300 000 personas abandonaron Wuhan solo en tren antes del encierro de las 10 a. m. En la tarde de 23 enero, las autoridades empezaron a cerrar algunas de las carreteras importantes que salen de Wuhan. El confinamiento se estableció dos días antes del Año Nuevo chino, el festival más importante en el país, y tradicionalmente el punto más alto de la temporada de viajes, cuando millones de chinos recorren el país.
Tras el cierre de Wuhan, los sistemas de transporte público en dos ciudades de nivel prefectura vecinas de Wuhan,  Huanggang y Ezhou, también fueron suspendidos. Al 24 de enero, en un total de otras 12 ciudades, incluyendo Huangshi, Chibi, Jingzhou, Yichang, Xiaogan, Jingmen, Zhijiang, Qianjiang, Xiantao, Xianning, Dangyang y Enshi, se habían impuesto restricciones de movimiento, llevando el número de personas afectadas por la restricción a más de 50 millones.

#### Línea de tiempo de las medidas de confinamiento
- 13 de febrero de 2020: El gobierno chino extiende la orden de cierre a todas las empresas no esenciales, incluyendo las fábricas de manufacturas, en toda la provincia de Hubei hasta al menos el 20 de febrero.[13]
- 20 de febrero de 2020: El gobierno chino extiende la orden de cierre a todas las empresas no esenciales, incluyendo las fábricas y todos los centros educativos hasta las 00:00 del 10 de marzo.[14]
- 13 de marzo de 2020: Huangshi retira los controles y los permisos de circulación de vehículos dentro de su área urbana;[15] Qianjiang hace lo mismo es su área administrativa.[16]
- 14 de marzo de 2020: El vicepresidente Liu Dongru del Comité de Sanidad y Salud de Hubei anuncia que solo Wuhan permanece como un "área de alto riesgo",[17] y que el resto de la provincia se considera zonas de "bajo" o "moderado" riesgo. Cualquier división municipal con bajo riesgo, además de aquellas divisiones con riesgo moderado o alto pero sin casos confirmados activos, pueden levantar el encierro y los controles de movilidad. Según el informe del Servicio de noticias de China, el 14 de marzo, además de los mencionados Huangshi y Qianjiang, también Yichang, Huanggang, Suizhou, Xiantao, Jingzhou, Jingmen, Shiyan, Xiangyang, Tianmen y Shennongjia habían anunciado "medidas para reducir los controles" y para que las industrias se reanuden gradualmente. trabajo y producción.[18]
- 17 de marzo de 2020: Jingzhou retira la obligación de permiso para el transporte, volviendo a la normalidad en los movimientos, y también retira los controles de entrada y salida.[19]
- 18 de marzo de 2020: El cuerpo especial de Hubei para el control del COVID-19 anuncia que se retirarán todos los controles de tráfico de la provincia, excepto los de entrada y salida de Wuhan.[20]
- 22 de marzo de 2020: Wuhan suaviza las medidas de confinamiento.[21]
- 25 de marzo de 2020: Hubei levanta las medidas de confinamiento fuera de Wuhan,[22] aunque para poder viajar es necesario el "código verde" en el sistema de monitorización de la temperatura corporal implantado por Alipay.[23][24]
- 8 de abril de 2020: Wuhan levanta las medidas de confinamiento, reanuda todas las formas de transporte,[25] y los residentes con intención de salir de la ciudad continúan sujetos al requisito de tener un "código verde" en el sistema de Alipay, así como los residentes del resto de la provincia.[24]

## Impacto y reacciones

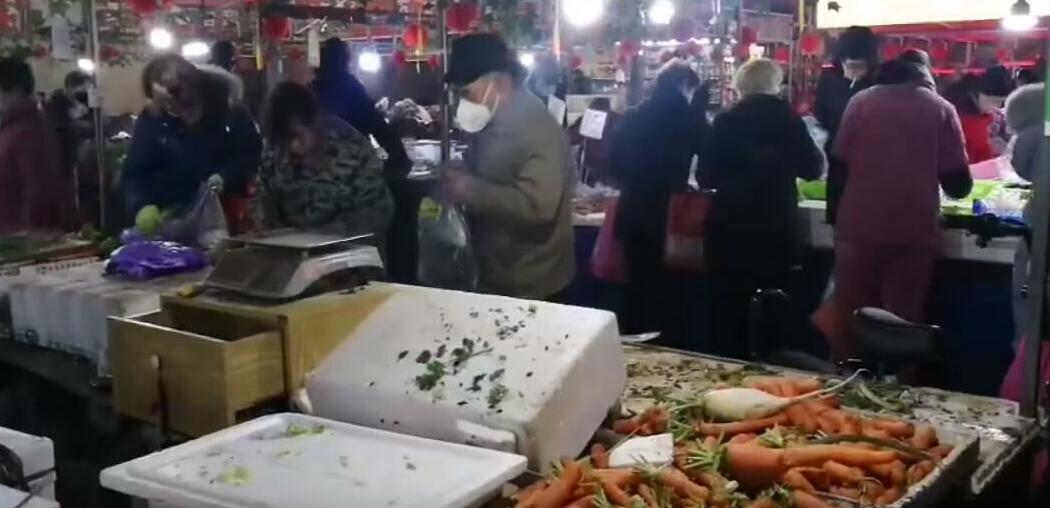
Personas en Wuhan se apuran para comprar vegetales

El éxodo de Wuhan antes del encierro trajo enojadas respuestas en Weibo de parte de residentes en otras ciudades quiénes estaban preocupados que  esto pudiera resultar en extender el nuevo coronavirus a sus ciudades. Algunos en Wuhan están preocupados por la disponibilidad de provisiones y especialmente suministros médicos durante el encierro.
La Organización Mundial de la Salud llamó el encierro de Wuhan "sin precedentes" y dijo que mostró "cuán comprometidas están las autoridades para contener un brote viral." Aun así, la OMS aclaró que esta acción no fue una recomendación que la OMS hubiera hecho y las autoridades tienen que esperar y ver qué tan eficaz es. Por separado, la OMS ha declarado que la posibilidad de encerrar una ciudad entera así es algo "nuevo para la ciencia".
El Índice CSI 300, una medida agregada de las 300 acciones superiores en las bolsas de valores de Shanghái y Shenzhen, bajó cerca del 3%, la mayor pérdida registrada en un día en casi 9 meses, debido al Encierro de Wuhan, ya que los inversionistas se espantaron por la drástica medida y buscaron refugio para sus inversiones.
La escala sin precedentes de este encierro generó controversia, y al menos un experto criticó esta medida como un "negocio arriesgado" que "podría muy fácilmente reventar" por forzar a personas sanas en Wuhan a quedarse cerca de personas infectadas. También hace pensar comparaciones al encierro del barrio pobre de West Point en Liberia durante el brote de ébola de 2014, el cual fue levantado después de diez días.
El encierro ha causado pánico en la ciudad de Wuhan, y muchos han expresado su preocupación sobre la capacidad de la ciudad para soportar el brote. No se sabe si los grandes costes de esta medida, tanto en términos financieros como de libertad personal, se traducirán a un control eficaz de la infección.
El historiador médico Howard Markel argumentó que el gobierno chino "puede estar sobrerreaccionando ahora, imponiendo una carga injustificable a la población," y que las "restricciones incrementales, aplicadas firmemente y transparentemente, tienden a funcionar mucho mejor que medidas draconianas".